# Sonny Payne
Percival Payne (New York, 4 mei 1926 - Los Angeles, 29 januari 1979) was een Amerikaanse jazzdrummer.

## Biografie
Sonny Paynes vader was Chris Columbus, drummer bij Wild Bill Davis. Na studiejaren bij Vic Berton begon Payne in 1944 als professioneel muzikant in New York met de bands van Dud en Paul Bascomb, speelde hij bij Hot Lips Page, Earl Bostic (1945-1947), Tiny Grimes (1947-1950) en Lucille Dixon (1948). 
Van 1950 tot 1953 werkte Payne in de bigband van Erskine Hawkins en leidde hij twee jaar een eigen band. In 1954 begon zijn jarenlange samenwerking met Count Basie. Hij was tien jaar lang lid in Basies band, ging met hem op tournees en nam talrijke albums op. In 1965 verliet hij de Basie-band, leidde hij een eigen trio, speelde hij in de begeleidingsband van Frank Sinatra en toerde hij in 1976 met Illinois Jacquet. De resterende tijd van zijn carrière speelde hij in de band van Harry James, met wie hij van 1966 tot aan zijn dood samenwerkte.

## Overlijden
Sonny Payne overleed in 1979 op 52-jarige leeftijd.
- Bibliothèque nationale de France: cb13898316z (data)
- Gemeinsame Normdatei: 134622677
- International Standard Name Identifier: 0000 0000 7986 6528
- Library of Congress Control Number: no92003408
- MusicBrainz: b6372c2f-a092-4d96-a6f3-1f29826df090
- SNAC: w6891sqq
- Système universitaire de documentation: 250042843
- Virtual International Authority File: 22328333
- WorldCat: E39PBJfxf7yD8qtRVBBbJRRVG3